# 盛港
盛港（英語：Sengkang；白話字：Sēng-káng）是位於新加坡東北區的規劃區和住宅市鎮。該市鎮是區内人口第二多的市鎮，於2017年共有23萬2100人居住。盛港北邊鄰近實里達和榜鵝等，南邊為實龍崗和后港等，東邊為巴西立和巴耶利峇等，西邊則是義順和宏茂橋等。
盛港原地從前為漁村，在建屋發展局（建屋局）的宏圖下，此地區正迅速發展，朝向完全成熟的住宅市鎮這個目標。

## 詞源
「盛港」在華文有「興盛的港口」之意。這個名字源自一條稱作羅弄盛港（羅弄指巷、盛港指用楔子楔住）的道路，位於羅弄萬國附近。盛港地區先前叫「港脚」，因爲實龍崗河一帶曾有漁港。

## 歷史

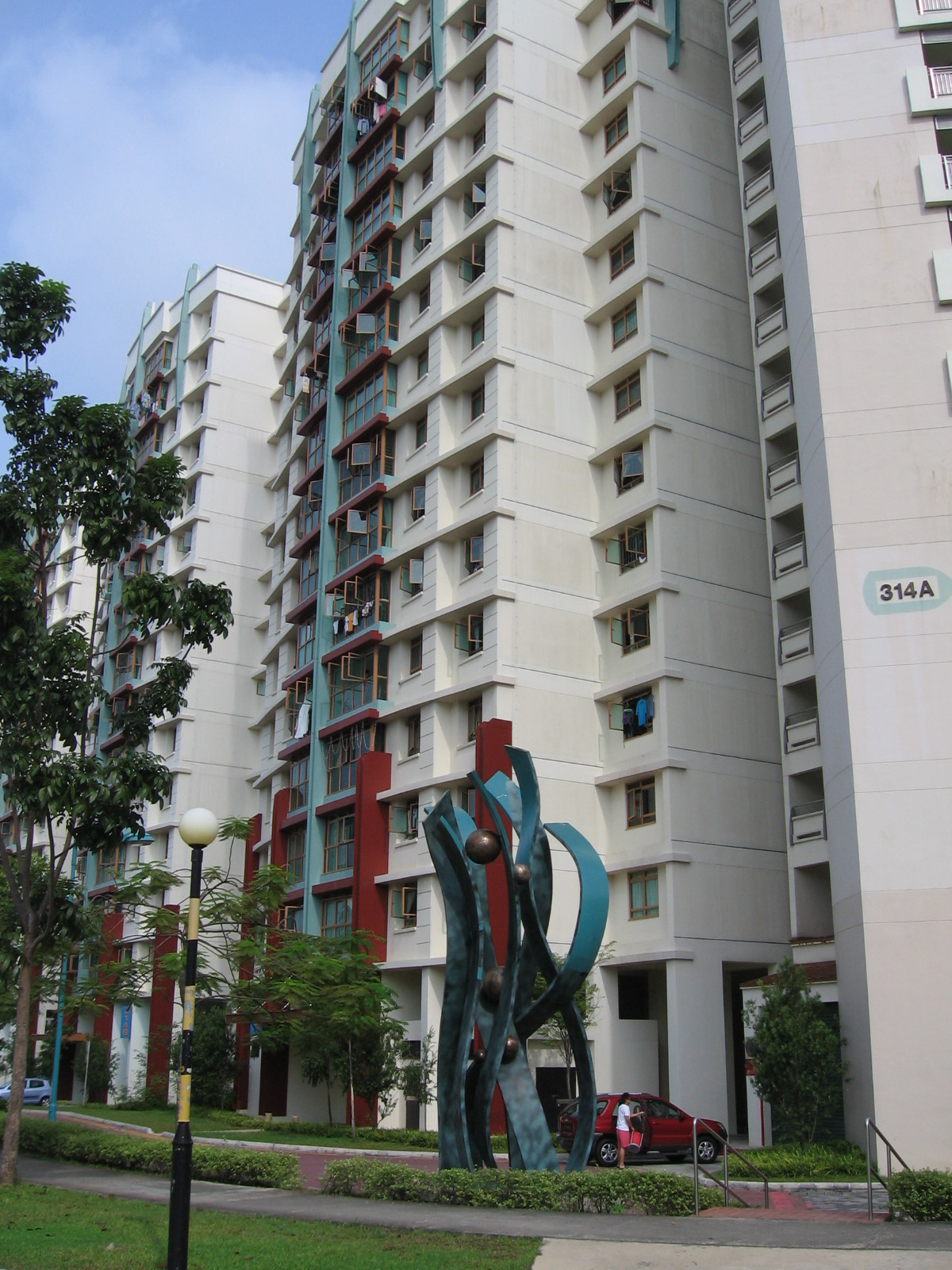
安谷花園的一座住宅大樓，列立面呈現出干欄式建築風格

盛港原地曾叫「港脚」，這是由於實龍崗河一帶以前有港口和漁村。到了20世紀中葉，該地區是橡膠、胡椒和黄梨的種植園，當時最鄰近的公共住宅區是榜鵝路的榜鵝鄉村中心。1994年，由10人組成的建屋局都市設計團隊開始構思於盛港建立新市鎮，盛港劃分為7個分區，長期可容納9萬5000戶公共和私人住宅單位。
根據當地報章報導，盛港的主題是「海員之鎮」，這反映出盛港的漁村歷史，新市鎮的4個鄰里（河谷、康埔樺、安谷、芬维尔）則有兩大分主題：盛港的海洋歷史，以及曾經存在的各種植園。各鄰里依個別主題進行命名和配色。住宅大樓的設計也納入三層樓高的干欄式建築風格，呈現出過去漁村建築和種植園樹幹的面貌。
盛港市鎮的首批住宅區（當地叫組屋區）於1997年在河谷完工。到了2001年8月，約3萬3700戶住宅單位已建成。截至2017年3月31日，盛港已有6萬5981戶政府組屋單位。
1999年10月，靜山集選區議員林俊龙主持召開指導委員會，探討盛港新鎮所需要的設施，並採集居民意見，於2000年7月完成報告。委員會和其它組織協調，開設更多組屋底層商店、購物商場和托兒所。

## 地理

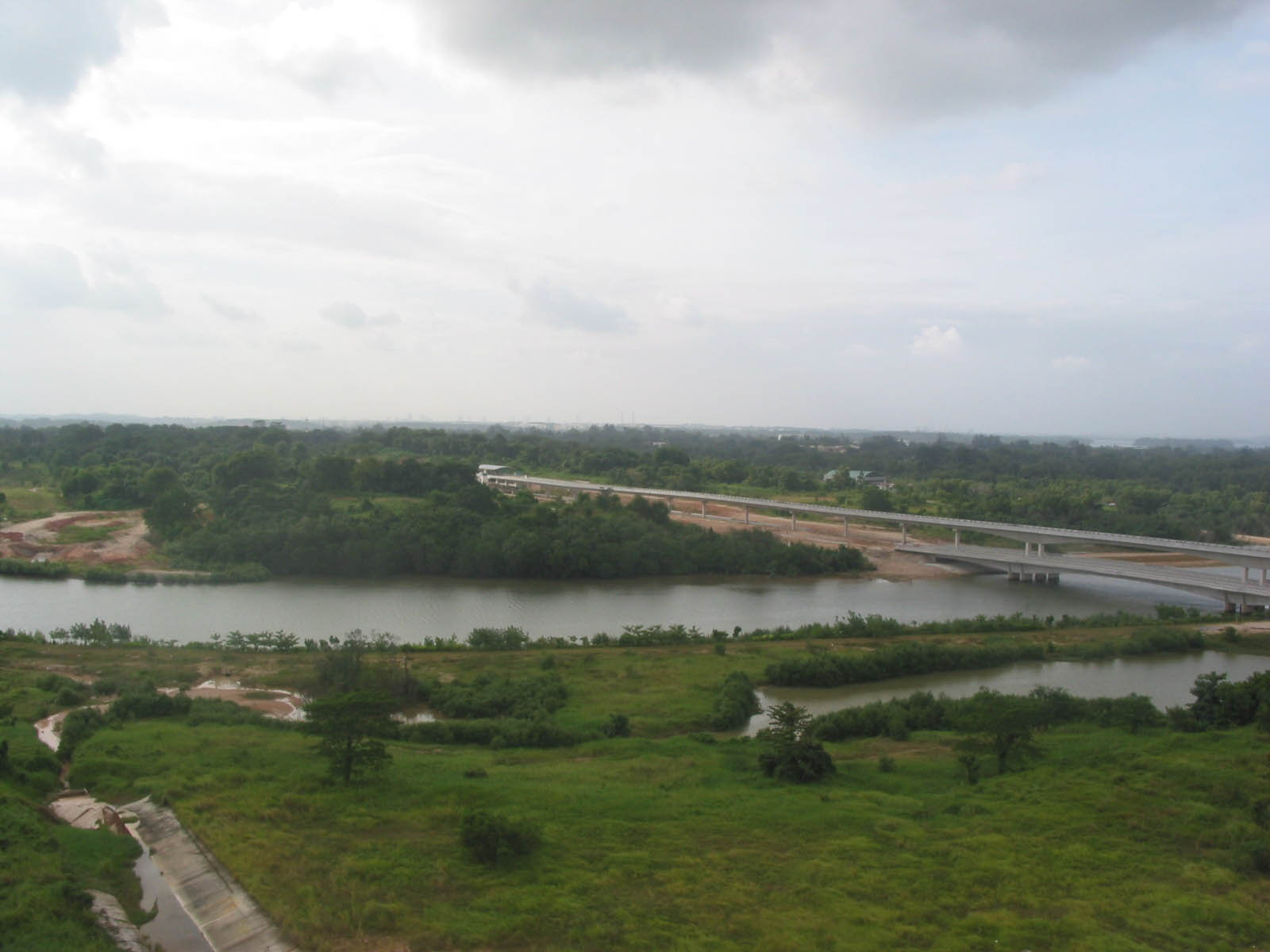
榜鵝河與盛港輕軌高架橋

盛港鎮主要由住宅區構成，位居後港新鎮以北，新加坡東北部，屬於市區重建局劃分的東北區。
該市鎮界限之北部與淡滨尼高速公路相毗鄰，東部則是實龍崗河，南部是楊厝港路和萬國通道，西部是中央高速公路。榜鵝河穿越於盛港新鎮，並將該市鎮劃分為「盛港東」和「盛港西」。盛港鎮中心位於康埔樺。不久的將來，盛港西路以西將建造新工業區，命名「盛港西工業區」。
楊厝港路和惹蘭加由交界處在2011年開始建造盛港西路，首個路段於2013年10月13日開通，其餘路段於2015年5月16日開放。此道路貫穿芬维尔鄰里外圍的芬维尔巷、盛港西道和盛港西大道，也經实里达航空立交桥穿越淡滨尼高速公路，連接到实里达航空园区。直通盛港西路的盛港西大道延長路段於2017年5月14日開通。

### 分區
盛港新鎮劃分成7個分區。
- 河谷
- 康埔樺
- 安谷
- 芬維爾
- 盛港鎮中心
- 盛港西（註：不是安谷和芬維爾）
- 罗弄哈鲁士北

### 人口分佈
截至2017年，盛港總人口是23萬2100人，以工作人口居多。人口最多的分區是河谷，擁有6萬1400位居民，盛港鎮中心則以6萬零800位居民緊接在後。盛港西只有10位居民，罗弄哈鲁士北則是無人居住。盛港總面積是10.59 km2（4.09 sq mi），只有3.97 km2（1.53 sq mi）指定為住宅區；該鎮人口密度是22,000人/km2 (57,000人/mi2)。

## 知名地點

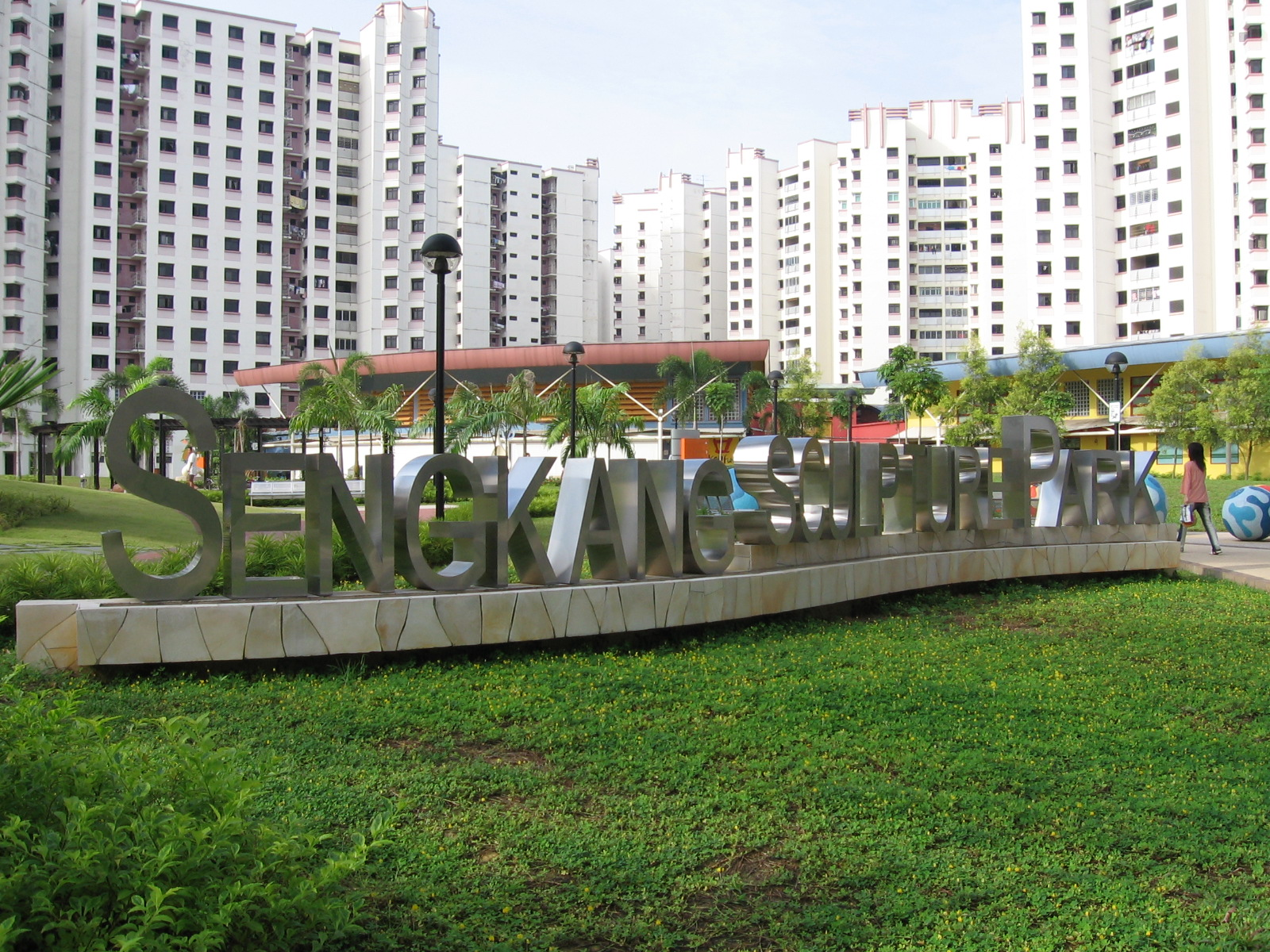
盛港雕塑公园

盛港兩大河是榜鵝河和實龍崗河，兩條河穿過該市鎮，河岸都有綠色連道脈絡。這些公園連道將住宅區連接到鄰里公園（例如盛港河畔公園）、盛港游泳中心、盛港曲棍球體育場和安谷民衆俱樂部。公園連道同時也和榜鵝新鎮的科尼島公園以及以南的榜鹅公园相連。盛港雕塑公园位居康埔樺，是輕軌高架橋下的綠色空間。
盛港重大公共交通設施的建設，與公共住宅發展同步。隨著20世紀90年代進行公共住宅區的建設，也同時進行貫穿盛港的重型鐵路軌道，以及鎮内高架輕軌基礎設施的施工。位於鎮中心的建築群廣設設施，讓通勤者在盛港地鐵／輕軌站、盛港巴士转换站、盛堡公寓和勘宝坊購物商場之間通行無阻。

## 交通
城市規劃者的目標是讓公共交通最終成爲民衆偏好的通勤方式。新加坡政府發展公共交通脈絡，以減輕陸路交通高度使用所帶來的污染。盛港是市區重建局實現這個城市規劃模式的重點地區之一。由於盛港和中區的市中心相對遙遠，所以政府偏好民衆使用高效率、高容量、高速的公共交通系統，而不是自行開車。政府的目標為減少道路上的車輛。

### 公共交通

#### 東北線
鎮中心的盛港地鐵／輕軌站，可乘搭由新捷運經營的東北地鐵線，直達中區市中心。東北線是全自動的重型鐵路大衆捷運系統，於2003年6月20日通車。
目前盛港規劃區有兩個地鐵站，也就是萬國站和盛港站。

#### 盛港地鐵／輕軌站
盛港地鐵／輕軌站和盛港巴士转换站在同一個建築群裏，方便通勤者轉搭不同的公共交通。該站的地鐵月臺在2003年6月30日和東北線一同投入運作，而輕軌月臺早在2003年1月18日就開始使用了。

#### 萬國地鐵站
萬國站是盛港鎮的另一個東北線地鐵站，為康埔樺的萬國地區居民，以及後港新鎮北部居民提供服務。該站在2006年1月15日投入運作。

#### 盛港輕軌線

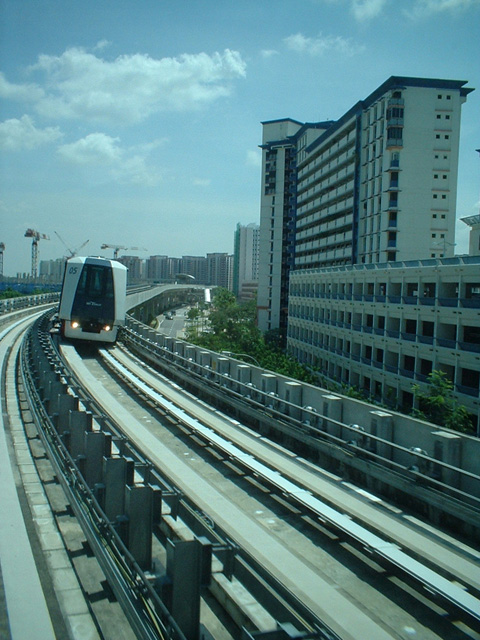
盛港輕軌

鎮内的盛港輕軌系統，全線長達10.7公里，便於居民來往鎮中心。此系統為全自動系統，由新捷運經營，列車由三菱重工業供應。盛港輕軌線包含東環線和西環線，均繞著該鎮的外圍，共有14個站，全數開通。該線於2003年1月18日投入運作。

#### 盛港巴士轉換站

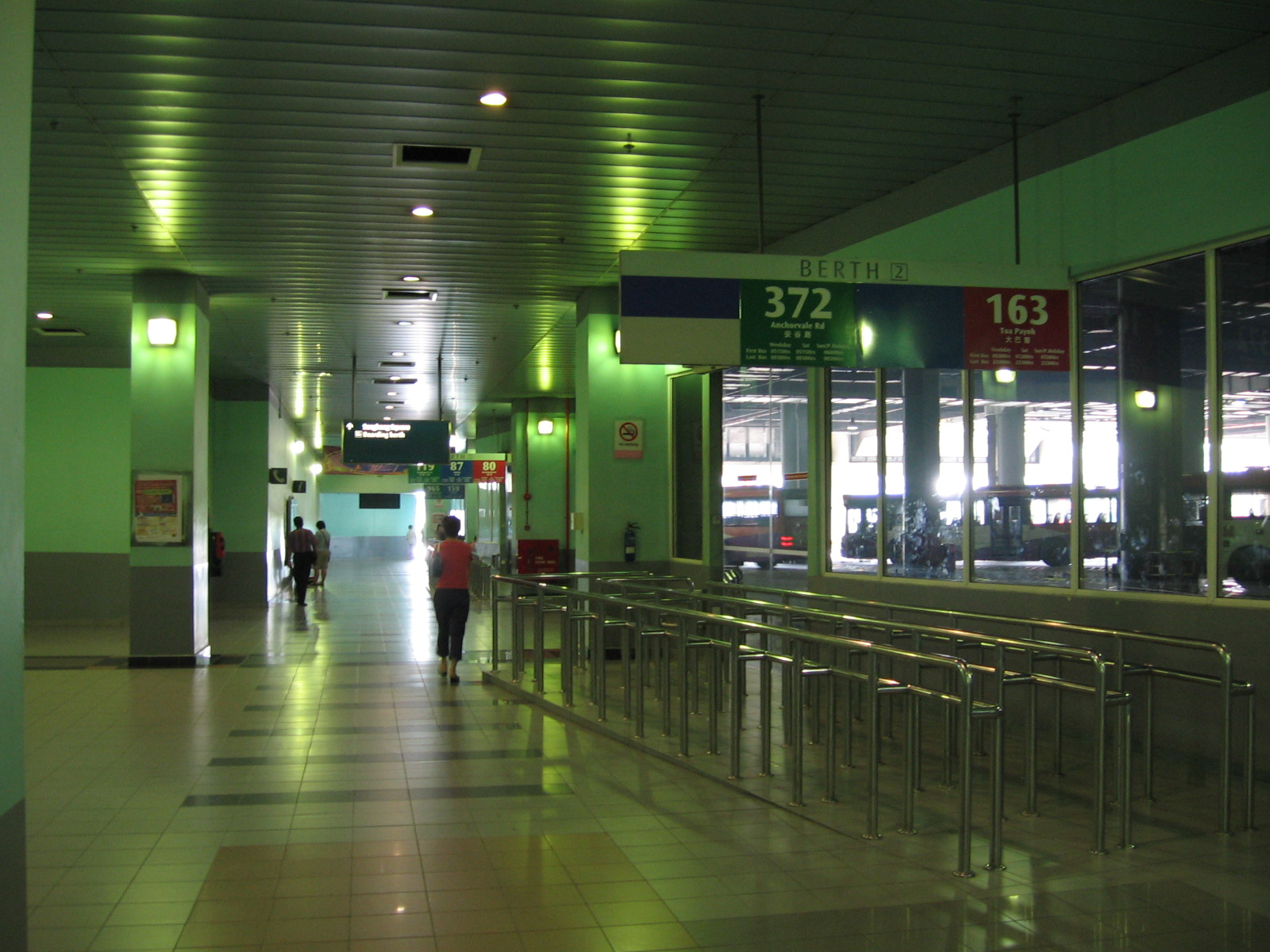
盛港巴士轉換站

盛港巴士轉換站位於盛堡公寓一樓，毗鄰勘寶坊，在2003年1月18日開始運作，是繼大巴窑巴士转换站，新加坡第二個有冷氣的巴士轉換站。

#### 康埔桦巴士转换站
2014年11月24日，陸路交通管理局宣布在「改善巴士服务计划」下，將進行盛港巴士轉換站的擴建，以迎合未來的巴士服務，因為當前的轉換站沒有多餘的停車空間。擴建工程包含額外12個停車位、上下車處、匯合處、職員休息室和食堂，於2016年第三季度完工。擴建部分命名康埔桦巴士转换站，位於盛港廣場、勘寶坊對面，2017年3月12日開幕。

### 公路網
至二十一世纪00年代前，盛港新鎮靠着的主要是榜鵝路及盛港西部的惹蘭加由路。因市镇从2000年新市镇发展，开通了许多主要同路。也因榜鵝新鎮同时的迅速发展，开通了盛港東通道與東路连接淡濱尼高速公路。如今，盛港有很多道路通往全岛。
2008年，加冷-巴耶利峇高速公路开通。万国东也开通了新道路前往高速公路连着市区。盛港近今年开通的新道路由2015开通的盛港西路。

## 設施

### 醫療設施
盛港综合医院及社区医院從2018开幕以来，对本区域带来了重要的医疗服务。市镇也有一间综合诊所。

## 政治
從1997至2001大選，盛港新鎮範圍屬於靜山集選區。
從2001至2020，被分列成白沙-榜鵝與宏茂橋集選區。在2011年，再分列出的由榜鵝東與盛港西單選區。
自從2020中的大選，盛港大部分地區屬於同名的盛港集選區内。選區包括在內的分區由河谷(前榜鵝東)，安谷(前盛港西)，康埔樺及萬國(两區屬於前白沙榜鵝;盛港中分區)。本區的議員有: 何廷儒，林志蔚，蔡慶威與辣玉沙。目前選區只有三位議員，因辣玉沙辭下國會議員職位。
另一方面，芬維尔也從前盛港西單選區分出，如今還屬於宏茂橋集選區。議員是顏添寶。
直到2020，盛港一路來都是人民行動黨大選中的熱區。在2013補選中，工人黨贏奪了榜鵝東單選區。從2020年，赢奪了新設立的盛港集選區。